# Олейницкий
Олейницкий — хутор в Волоконовском районе Белгородской области России. В составе Староивановского сельского поселения.

## География
Хутор расположен в восточной части Белгородской области, в 11,4 км по прямой к северо-северо-востоку от районного центра Волоконовки. Ближайший населённый пункт: хутор Ольхов в 1,9 км к северо-востоку.

## Население
| 2002 | 2010 |
| ---- | ---- |
| 35   | ↘25  |